# San Isidro Jaltepetongo
San Isidro Jaltepetongo är en ort i Mexiko.   Den ligger i kommunen San Francisco Jaltepetongo och delstaten Oaxaca, i den sydöstra delen av landet, 300 km sydost om huvudstaden Mexico City. San Isidro Jaltepetongo ligger 2 128 meter över havet och antalet invånare är 181.
Terrängen runt San Isidro Jaltepetongo är huvudsakligen kuperad, men åt nordost är den platt. Runt San Isidro Jaltepetongo är det ganska glesbefolkat, med 24 invånare per kvadratkilometer. Närmaste större samhälle är Asunción Nochixtlán, 16,7 km norr om San Isidro Jaltepetongo. Trakten runt San Isidro Jaltepetongo består i huvudsak av gräsmarker.